# Musica
Musica (18 Delphini) – żółty olbrzym znajdujący się w gwiazdozbiorze Delfina, odległy od Ziemi o około 238 lat świetlnych. Jest gwiazdą typu widmowego G.
Krąży wokół niej jedna znana planeta, Arion (18 Delphini b) odkryta 19 lutego 2008 roku.

## Nazwa
Nazwa gwiazdy nie jest nazwą tradycyjną, została wyłoniona w publicznym konkursie w 2015 roku. Pochodzi ona z łaciny i oznacza „muzykę”. Nazwę tę zaproponowali członkowie klubu astronomicznego ze szkoły średniej w Tokushimie (Japonia).